# Przemysław Gosiewski

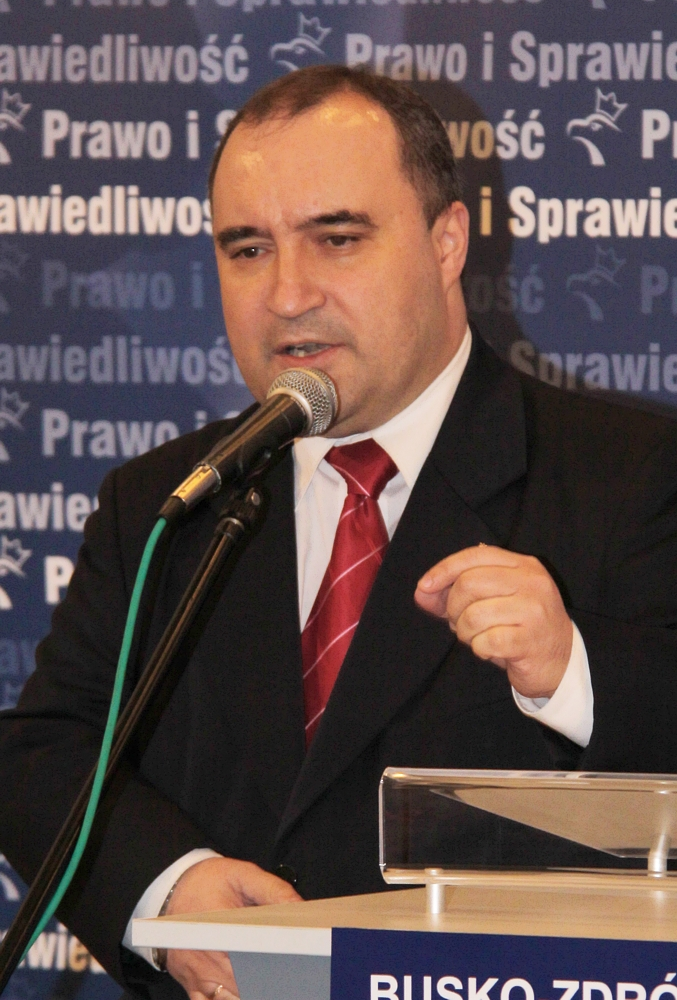
Przemysław Gosiewski

Przemysław Edgar Gosiewski (* 12. Mai 1964 in Słupsk; † 10. April 2010 in Smolensk, Russland) war ein polnischer Politiker und seit 2001 Abgeordneter des Sejm in der IV., V. und VI. Wahlperiode über die Liste der Partei Prawo i Sprawiedliwość (PiS – Recht und Gerechtigkeit), war Minister und Vizepremier in der Regierung von Jarosław Kaczyński und Vorsitzender der Fraktion der PiS.

## Lebenslauf

### Tätigkeit vor 1989
Er verbrachte seine Jugendjahre in Darłowo. Sein Vater war Geschichtslehrer und Mitglied der Polnischen Vereinigten Arbeiterpartei (PZPR); seine Mutter ist Kinderärztin. In den Jahren 1983 bis 1989 studierte er an der Fakultät für Rechts- und Verwaltungswissenschaften der Universität Danzig. Den Titel des Magisters erlangte er im Jahre 1997. Während seines Studiums begann er für die Opposition zu arbeiten und 1984 schloss er sich dem Unabhängigen Studentenverband (Niezależne Zrzeszenie Studentów, NZS) der Universität Danzig an und nahm an dem Studentenstreik 1988 teil. Zu dieser Zeit hatte er zum ersten Mal Kontakt zu Lech Kaczyński und im Jahr 1989 begann er die Zusammenarbeit mit dessen Bruder Jarosław Kaczyński.

### Dritte Republik
1989 wurde er von Lech Kaczyński, der damals stellvertretender Vorsitzender der Solidarność war, als Büroleiter für die Kontakte mit den Regionalverbänden der Solidarność eingestellt, eine Funktion, die er bis 1991 innehatte. Er war auch an der Organisierung des ersten landesweiten Kongresses der Solidarność nach ihrer erneuten Legalisierung im Jahr 1989 beteiligt. Gemeinsam mit den Brüdern Kaczyński gründete er die Partei Porozumienie Centrum („Verständigung Zentrum“, PC). In den Jahren 1991 bis 1999 war er Sekretär des Vorstandes des Porozumienie Centrum und in den Jahren 1992 bis 1993 Leiter des Abgeordnetenbüros für den PC-Abgeordneten Adam Glapiński. In den 1990er Jahren engagierte er sich für die Spółdzielcze Kasy Oszczędnościowo-Kredytowe (SKOK), eine Art Genossenschaftsbank.
Bei den Präsidentschaftswahlen 1995 war er Bevollmächtigter des Wahlstabes von Lech Kaczyński (der sich letztendlich vorzeitig aus dem Wahlkampf zurückzog). Im selben Jahr begann er seine Tätigkeit in der Gesellschaft Srebrna (deren Vorstand Jarosław Kaczyński und Mitarbeiter Adam Lipiński und Wojciech Jasiński waren), die die Zeitschrift Nowe Państwo (Neuer Staat) herausgab (dabei arbeitete er auch in deren Redaktion). In den Jahren 1998 bis 2001 war er Abgeordneter im Sejmik der Woiwodschaft Masowien und von 2000 bis 2001 Berater von Lech Kaczyński, der damals Justizminister war.

### Prawo i Sprawiedliwość
Seit 2001 war er Mitglied der Partei Prawo i Sprawiedliwość. Er organisierte ihre Strukturen in der Woiwodschaft Świętokrzyskie. Seit 2001 war er Sejmabgeordneter für die PiS. In seiner ersten Wahlperiode (2001 bis 2005) saß er in der Kommissionen für Verteidigung, für Justiz und Menschenrechte, sowie Untersuchungsausschuss zur Privatisierung der PZU. In den Sejmwahlen von 2005 errang er erneut ein Mandat im Wahlkreis Kielce. Vom 3. November 2005 bis zum 19. Juli 2006 war er Fraktionsvorsitzender der PiS. In der sogenannten „Kartoffelaffäre“ stellte er im Juli 2007 nach der Veröffentlichung des taz-Artikels Polens neue Kartoffel. Schurken, die die Welt beherrschen wollen. Heute: Lech „Katsche“ Kaczynski, in dem der inzwischen zum Präsidenten gewählte Lech Kaczyński sowie sein Zwillingsbruder und damaliger Ministerpräsident Jarosław Kaczyński satirisch überhöht als politisch unerfahren und einfältig dargestellt wurden, einen offiziellen Antrag an den damaligen Justizminister Zbigniew Ziobro, in dem Gosiewski forderte, gegen die taz ein Strafverfahren wegen Beleidigung des Präsidenten einzuleiten. In den Sejmwahlen 2007 wurde er erneut Abgeordneter für den Wahlkreis Kielce, in dem er mit 138.405 Stimmen das beste Einzelergebnis erzielte. Danach wurde er erneut Fraktionsvorsitzender. Er war Mitglied der Sejm-Kommission für Verfassungsverantwortung.
Przemysław Gosiewski war mit Małgorzata Gosiewska verheiratet, einer Sejm-Abgeordneten der PiS während der 5. Wahlperiode. Nach der Scheidung war er zum zweiten Mal verheiratet.

### Minister und Vizepremier
Vom 14. Juli 2006 bis zum 16. November 2007 war er Minister ohne Aufgabenbereich in der Regierung Jarosław Kaczyńskis und zugleich Vorsitzender des ständigen Komitees des Ministerrats.
Vom 8. Mai 2007 bis zum 7. September 2007 sowie vom 11. September 2007 bis zum 16. November 2007 bekleidete er die Funktion des Vizepremiers. Vom 7. September 2007 bis zum 11. September 2007 war er Staatssekretär in der Kanzlei des Ministerpräsidenten.

### Bahnhof Włoszczowa-Północ
Im Oktober 2006 wurde aufgrund persönlicher Einflussnahme Gosiewskis der Bahnhof Włoszczowa Północ nördlich von Włoszczowa (Woiwodschaft Świętokrzyskie) an der in den 1970er Jahren gebauten Strecke Warschau–Krakau aufwändig für den Personenverkehr angepasst. Die Anpassung bestand in der Errichtung des Bahnsteigs und der gesamten Infrastruktur zu Gesamtkosten von 1,228 Mio. zł. (In den Medien wurden auch Beträge von 3 bzw. 3,5 Mio. zł, die auch die Gleisarbeiten und Arbeiten im Umfeld des Bahnhofs miteinbeziehen, während Gosiewski selbst angibt, dass die Anpassung 900.000 zł gekostet habe.) Dieser Bau stellte einen der Skandale der Regierung Jarosław Kaczyńskis dar und wurde später von der Staatsanwaltschaft untersucht.
Im Januar 2007 kündigte Gosiewski noch den Bau eines Technologieparks in Włoszczowa für einen zweistelligen Millionenbetrag aus Fördermitteln der EU an.

### Tod
Am 10. April 2010 gehörte Gosiewski zu einer polnischen Delegation um Staatspräsident Lech Kaczyński, die anlässlich des siebzigsten Jahrestages des Massakers von Katyn zur Gedenkstätte nach Russland reisen sollte. Bei einem Flugunfall der Delegation nahe dem Militärplatz Smolensk-Nord kam er jedoch gemeinsam mit weiteren hochrangigen Repräsentanten Polens ums Leben. Postum wurde ihm am 16. April 2010 das Komturkreuz mit Stern des Ordens Polonia Restituta (Krzyż Komandorski z Gwiazdą Orderu Odrodzenia Polski) verliehen.